# Music Submarine
Music Submarine（ミュージック・サブマリン）は、東海ラジオで放送中の音楽番組。

## 概要
2022年10月2日（1日深夜）から放送開始。
東海ラジオでは2022年10月の改編を以って、トーク中心の番組からトークと音楽を中心にしたラジオ番組に編成を一新する一環として、日曜の未明（土曜の深夜）の時間帯の番組を整理して、新しい音楽番組の放送枠が誕生した。
この番組のテーマは「より深く」と掲げた上で、ゲストを招いてのトークコーナーや、週末の未明の時間帯にふさわしい選曲で「心地よい」音楽を送るもので、この回のゲストには、「自身の曲」のみならず、自らのライフスタイルに「深く根差した」他のアーティストの楽曲を1つ選んで紹介を行う。
2024年4月4日（3日深夜）から放送日時と放送時間を変更し、水曜日と木曜日の深夜に1時間ずつとなった。なお、日曜未明の時間帯は長い期間自社編成の番組を放送していたが、4月7日（6日深夜）からニッポン放送の『オールナイトニッポン0(ZERO)』に切り替えた。

## 放送時間
- 毎週木曜日・金曜日2:00 - 3:00（水曜日深夜・木曜日深夜）

過去の放送時間
- 2022年10月2日 - 2024年3月31日：毎週日曜日3:00 - 4:45（土曜日深夜）
  - ゲストとのトークと箱番組の部分は収録だが、その他の部分について、生放送か、収録放送なのか、どちらかは不明。
  - 番組本編は4:44で終了し、4:44からの1分間は「東海ラジオ　各放送局と周波数のご案内」の放送に充てる。東海ラジオは、2022年10月からは4:45が1日の起点となっているため、この番組が、土曜の最終番組にあたることによる。

## DJ
- 源石和輝（東海ラジオアナウンサー）
  - 深夜時間帯を担当するのは、2015年10月から2016年3月まで放送された『キカナイデ!』以来、6年ぶり。

## コーナー
土曜深夜時代
- 27:00　オープニングナンバー
  - 源石の挨拶の前に、番組スタートの直後に1曲流れる。
- 27:05　3時台オープニング
  - オープニング曲は「脳裏んスーサイド」（Helios+trope）のインストバージョン。
  - 第一声は「土曜深夜は特別な時間。意識の奥底で何かがうごめくような感覚があります。そんなひとときに響くエモーショナルな音楽の数々と、様々なジャンルのゲストとのトーク、深い海の底にいるようなくつろぎと、ラジオにしか醸し出せない人の温もりを探す旅に出かけましょう」
- 27:17　ゲスト1人目
- 27:44　コメント1人目
- 28:00　箱番組 『藤井香愛のkawaiiらじお～第二章～』
- 28:10　4時台オープニング
- 28:12　ゲスト2人目
- 28:28　コメント2人目
- 28:40　エンディング
  - エンディング曲は「イルミライト」（Helios+trope）のインストバージョン。
  - 決まり文句は「土曜の深い夜が明け、日曜の朝を迎えようとしています。これから目覚めるもよし、これから眠りにつくもよし。今夜お送りした曲をもとに、あなたなりの日曜をお過ごしください」